# Siewkowe
Siewkowe, siewkowate, mewy-siewki (Charadriiformes) – rząd ptaków z podgromady ptaków nowoczesnych Neornithes.

## Występowanie
Rząd siewkowych obejmuje gatunki zamieszkujące otwarte przestrzenie lub morskie brzegi, a w sezonie pozalęgowym często otwarte morze, jedynie nieliczne gatunki spotyka się w lasach. W zależności od gatunków osiadłe lub wędrowne (te ostatnie odbywają najdłuższe sezonowe wędrówki w świecie zwierzęcym). Występują na całym świecie. 

## Cechy charakterystyczne
Siewkowe to średnie i małe ptaki, charakteryzujące się długimi, wąskimi skrzydłami i błoną pławną między palcami u nóg, u wielu przedstawicieli mającą postać szczątkową. Ptaki te bardzo dobrze latają i pływają. Upierzenie w barwach brązowo-żółtawych lub czarno-białych ma charakter maskujący. Siewkowe gniazdują w koloniach.

## Odżywianie się
Podstawą pożywiania siewkowych jest pokarm zwierzęcy, przede wszystkim ryby, głowonogi, mięczaki, owady, część gatunków żywi się ponadto jajami i pisklętami innych ptaków. Alki w poszukiwaniu pożywienia nurkują, wiosłując pod wodą skrzydłami, mewowce żerują na lądzie, na powierzchni wody, czasem także nurkują na nieduże głębokości, siewkowce natomiast są uzbrojone w długie dzioby, którymi zbierają na lądzie i na płyciznach bezkręgowce.

## Systematyka
Rząd siewkowych dzieli się na trzy dobrze zdefiniowane podrzędy:
- Charadrii – siewkowce
- Scolopaci – bekasowce
- Lari – mewowce

Systematyka nadal podlega zmianom i jest przedmiotem dyskusji (np. dawniej podrzędy Charadrii i Lari oraz rodziny andówek i pochwodziobów bywały podnoszone do rangi osobnych rzędów; płatkonogi wyodrębniano jako osobną rodzinę; itp.). Wymieniane u Mielczarka i Cichockiego rodziny rybitw (Sternidae) i brzytwodziobów (Rynchopidae) przez Międzynarodowy Komitet Ornitologiczny zaliczane są do rodziny mewowatych (Laridae).